# ریچارد پی. ارنست
ریچارد پی. ارنست (به انگلیسی: Richard Pretlow Ernst) سناتور سابق عضو حزب جمهوری‌خواه ایالات متحده آمریکا بود. وی در سال ۱۹۲۱ تا ۱۹۲۷ میلادی سناتور ایالت کنتاکی در سنای ایالات متحده آمریکا بود.